# Ospedale di Sant'Ansano
L'ospedale di Sant'Ansano è un edificio monumentale di Lucca che si trova in località Ponte a Moriano.

## Storia e descrizione
L'ospedale è già menzionato nel 1105, ma l'edificio attuale è il risultato di una ristrutturazione settecentesca (a tale periodo risalgono all'interno gli altari e le decorazioni parietali) in parte annullata da successivi interventi del secolo successivo. Sull'altar maggiore sono collocate tre statue, databili attorno alla prima metà del Cinquecento, raffiguranti i Santi Nicola, Ansano e Donnino, che si pongono come una sorta di versione "popolare" di modelli colti di ambito civitalesco e, per quanto riguarda il Sant'Ansano addirittura di Jacopo della Quercia. Dietro la pala dell'altare collocato sul fianco sinistro è emerso un affresco cinquecentesco, raffigurante la Madonna con Bambino e santi.